# رغوة التطهير
رغوه التطهير  (بالانجليزيه:decontamination) 
رغوة إزالة التلوث (المعروفة عادة باسم رغوة Decon) هي محلول تنظيف يعمل بالرش، نظرًا لخصائصه الفيزيائية، لديه وقت إقامة أطول على الأسطح الملوثة من السوائل العادية وبالتالي يوفر تطهير فعال للملوثات البيولوجية والكيميائية (على سبيل المثال، الحرب الكيميائية العوامل، جراثيم الجمرة الخبيثة)أو غيرها من المواد الصناعية السامة.تكون رغاوي إزالة التلوث في الاساس من الماء ومنشطات السطح، مما يخلق رغوة مائية تضاف بعدها مواد كيميائية تفاعلية مختلفة، مما يقلل من كمية الملوثات الملتصقة بالسطح وتشكل منتجات أقل خطورة. 
المتفاعلات الشائعة هي بيروكسيد الهيدروجين ومجمعات الأمونيوم الرباعية. 
وهي مصممة للاستخدام في حالات الطوارئ التي تنطوي على مناطق تحتوي على أعداد كبيرة من الأشخاص الملوثين على سبيل المثال في المؤتمرات والمطارات والحفلات الموسيقية وما إلى ذلك.

## فوائد رغوة التطهير
والفائدتان الرئيسيتان لرغوة التطهير على المطهرات السائلة (الكلور، محاليل التطهير، إلخ) هي فعاليتها على الأسطح غير الأفقية ونسبة الهواء العالية إلى السائل.
من الصعب تطبيق مواد تطهير أخرى على الجدران والأسقف بسبب التصاقها الضعيف، ولكن رغوة إزالة الكبريت أفضل بكثير في الالتصاق بالأسطح، مما يزيد من مقدار الوقت الذي يستغرقه تفاعل إزالة التلوث. بالإضافة إلى ذلك، تسمح نسبة الهواء العالية إلى السائل باستخدام الرغوة دون الإفراط في استخدام المطهر. تسمح هذه النسبة العالية أيضًا بكمية صغيرة من السائل لتغطية مساحة كبيرة نسبيًا في حالة حدوث تلوث كبير. 

## مدافع الصابون وأنظمة توصيل الرغوة الأخرى في الممارسة العملية
يمكن لمدفع صابون مطار لوس انجلوس الدولي (LAX)رش كميات كبيرة من رغوة ديكون على حشود الأشخاص الذين يحتمل تعرضهم، على سبيل المثال لإزالة حمولة كاملة من الأشخاص الذين قد يكونون ضحايا لإطلاق عامل نووي أو كيميائي وبيولوجي.

## الخلط والاستخدام
```
غالبًا ما تأتي رغوة Decon في زجاجات متعددة، والتي، عند خلطها، تتحد لتشكل محلول إزالة التلوث. يجب الحفاظ على الزجاجات منفصلة حتى الحاجة إليها حيث قد تبدأ الرغوة بفقدان الفعالية بعد الخلط. بعد خلط هذه الزجاجات معًا، يمكن تطبيق الرغوة عن طريق رشها على منطقة ملوثة أو عن طريق التطبيق اليدوي.
```

## الاستخدام في السيطرة على الحشود
تعتبر رغوه Decon كسلاح منع دخول المنطقة ووسيله سيطره على الحشود. كونه يجعل الأرض زلقه ويشكل نوع من عدم الرؤية مثل منتج DASCADE.

## الأنواع
https://web.archive.org/web/20110812071852/http://www.deconsolutions.com/pdf_Files/DF-200%20Performance%20Data%20-Live%20Agent.pdf

## روابط خارجية
- Goolsby, Tommy D. (1997). "Aqueous foam as a less-than-lethal technology for prison applications" (PDF). ج. 2934: 86. Bibcode:1997SPIE.2934...86G. DOI:10.1117/12.265401. {{استشهاد بدورية محكمة}}: الاستشهاد بدورية محكمة يطلب |دورية محكمة= (مساعدة)